# Валуиђи
Валуиђи ( ワルイージ, Waruiji, Варуиџи) је измишљени лик из Нинтендове серије видео-игара Марио. Његово име потиче од речи warui (悪い), што на јапанском значи зло, па се у српском може схватити и као Злуиђи. Први пут се појавио 2000. у игри Марио Тенис за Нинтендо 64.

## Стварање и карактеристике
Валуиђи је настао током развоја игре Марио Тенис, да служи као огорчени ривал Луиђију и као партнер у дублу са Вариом. Направио га је Фумихиде Аоки, а глас му је дао Чарлс Мартинет. Његово име је портмантеау Луиђијевог имена и јапанског придева варуи (悪 い) који значи "лош"; дакле, "лош Луиђи". За њега кажу да је несташан, лукав човек. Мартинет је изјавио да је камен темељац Валуиђијеве личности самосажаљење, лик који осећа да све иде како треба свима осим њему самом. Као што је приказано у Марио Повер Тенис и Марио Хоопс 3-на-3, Валуиги има могућност да призове водено тело и отплива према лопти за сваку игру, што је уредник ИГН-а Роб Бурман описао као "збуњујуће". Он је истих година као и Луиђи и носи црни комбинезон, љубичасту мајицу дугих рукава, љубичасти шешир са жутим симболом "Γ" (гама знак; обрнуто L, паралелно са Вариовим W као наопако M), наранџасто ципеле и беле рукавице са жутим симболом "Γ". На питање да ли је Валуиђи брат Варио -у, Мартинет је рекао да иако није знао, осећао је да су то само "два фина, зла момка који су се нашли".

## Галерија
- Валуиђијев симбол